# The Head Man
Pour plus de détails, voir Fiche technique et Distribution.
The Head Man est un film américain réalisé par Edward F. Cline, sorti en 1928.

## Synopsis
Refusant de trahir ses idéaux, Watts un ancien sénateur, est relégué à la poubelle publique mais lorsqu’il s’oppose à un politicien dans une campagne à la mairie, Watts suscite la sympathie du public et est élu au fauteuil de maire.

## Fiche technique
- Titre : The Head Man
- Réalisation : Edward F. Cline
- Scénario : Harvey F. Thew , Harry Leon Wilson (en), Gerald C. Duffy, Howard J. Green et Sidney Lazarus
- Photographie : Mike Joyce
- Montage : Terry O. Morse
- Pays de production : États-Unis
- Format : Noir et blanc - 1,33:1 - Film muet
- Genre : drame
- Date de sortie : 1928

## Distribution
- Charles Murray : Watts
- Loretta Young : Carol Watts
- Larry Kent (en) : Billy Hurd
- Lucien Littlefield : Ed Barnes
- E. J. Ratcliffe : Wareham
- Irving Bacon : Mayor
- Harvey Clark : McKugg
- Sylvia Ashton : Mrs. Briggs
- Dot Farley : Mrs. Denny
- Martha Mattox : Twin
- Rosa Gore : Twin